# Элита (Красноярский край)
Эли́та — посёлок в Емельяновском районе Красноярского края. Административный центр Элитовского сельсовета.

## География
Посёлок находится на трассе Р255 «Сибирь», на расстоянии 7,5 км (по прямой) к юго-западу от посёлка городского типа Емельяново, административного центра района, и 2,6 км (по прямой) к северо-западу от западной границы  Красноярска, административного центра края.

### Климат
Климат континентальный. Среднемесячная температура воздуха июля составляет +19 °C, а самого холодного месяца — января −16 °C. Средняя продолжительность безморозного периода — 120 дней, с температурой +10 °C — 114 дней, средняя дата последнего заморозка — весной 22 июня, первого, осенью — 20 сентября. Продолжительность безморозного периода 95-116 дней. Годовая сумма осадков составляет до 430—680 см, причём большая часть их выпадает в тёплый период года.

## История
Основан в 1931 году как центральная усадьба одноимённого совхоза.

## Население
| 2010 |
| ---- |
| 1746 |

### Национальный состав
Согласно результатам переписи 2002 года, в национальной структуре населения русские составляли 94 % из 1446 чел.